# Набережне (Дубенський район)
Набережне́ — село в Україні у Боремельській сільській громаді Дубенського району Рівненської області. Населення становить 282 особи.

## Назва
Раніше село носило назву « Новосілки». Згодом було перейменовано на « Набережне»

## Географія

Набережне (тодішні Новосілки) на польській карті 1924 року

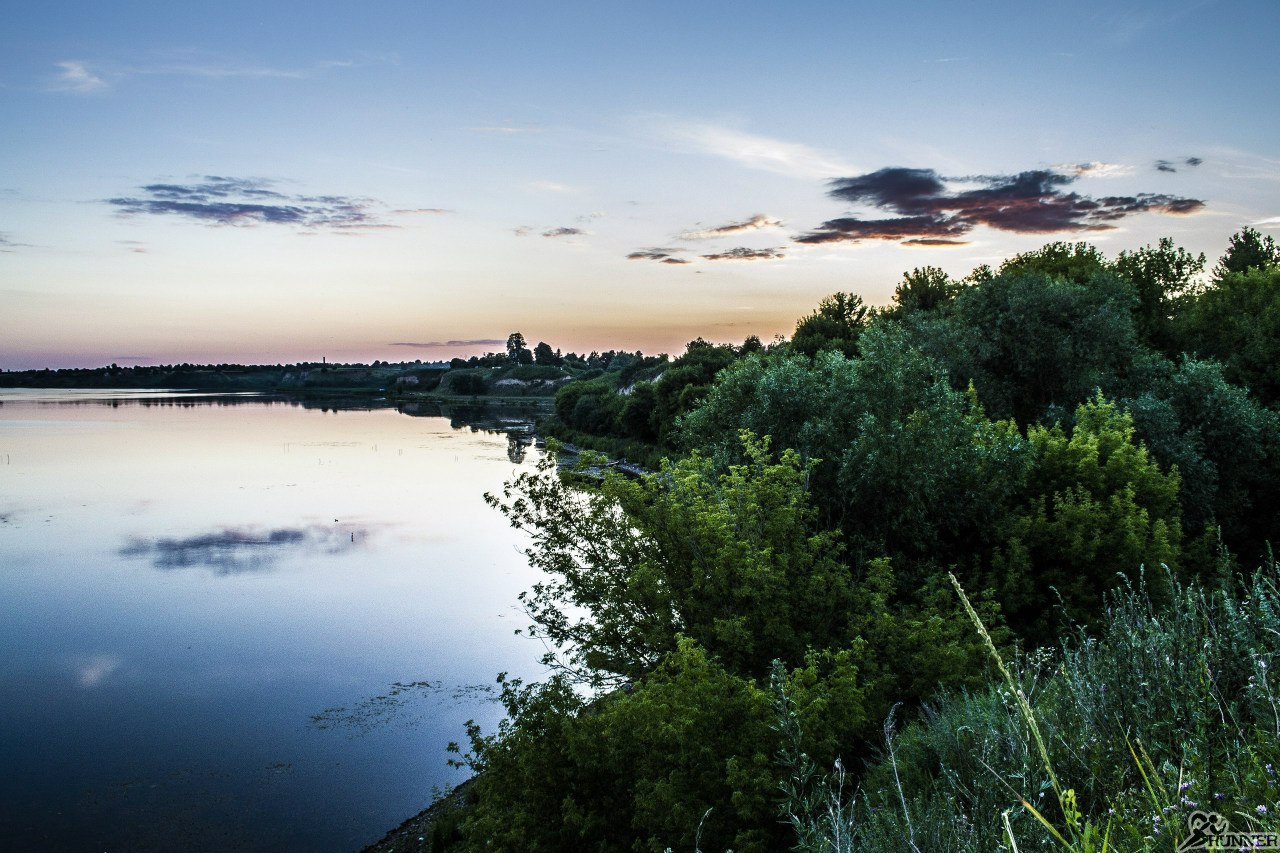
р. Стир

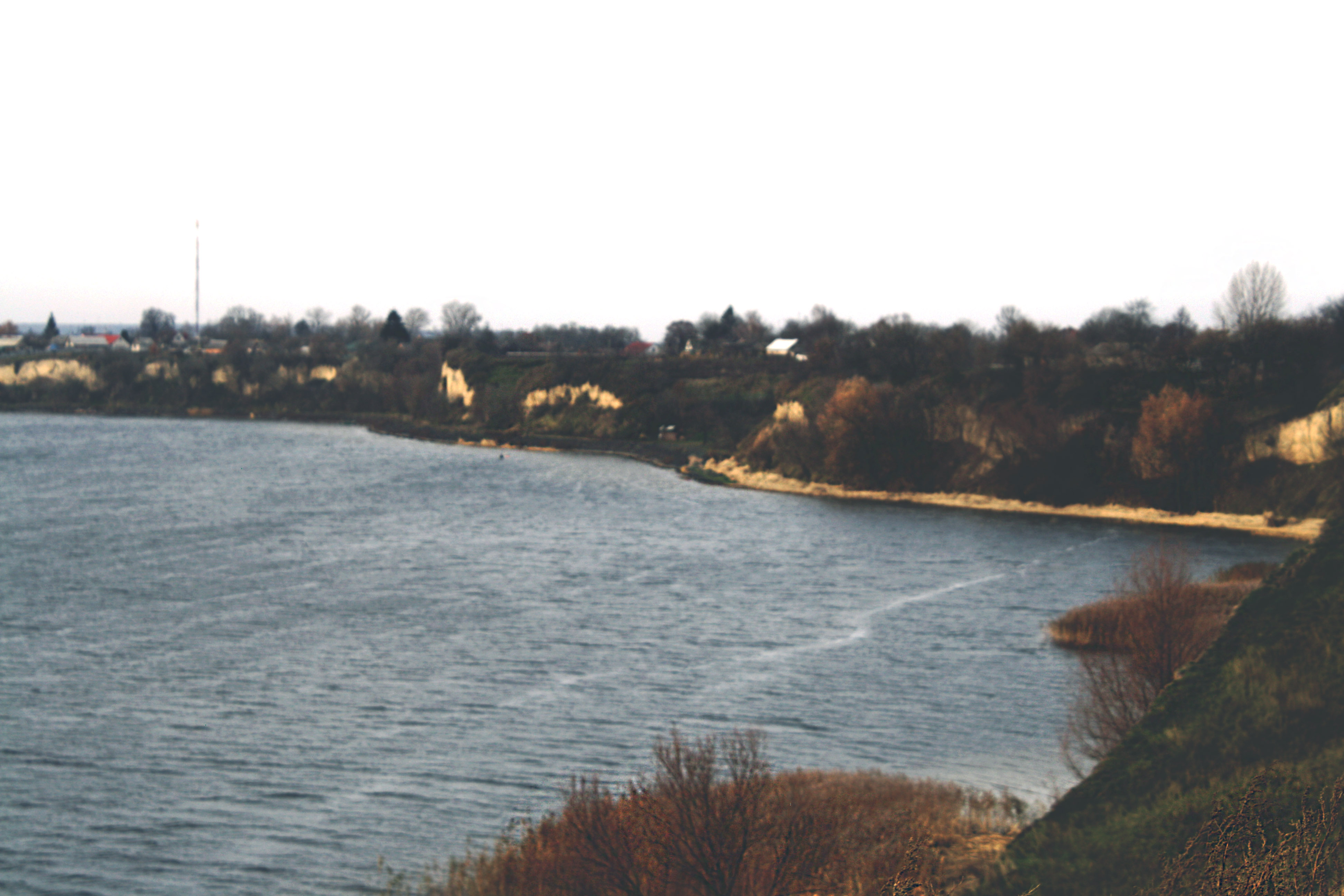
Берег р. Стир

### Розташування
Знаходиться на лівому високому березі Хрінницького водосховища, яке є складовою частиною басейну р. Стир.

### Рельєф
Лежить у межах Волинської височини. Середні висоти 180—220 м над рівнем моря. Поверхня сформувалася під дією текучих вод (так званий водно-ерозійний яружно-балковий рельєф).
В селі знаходиться ботанічна пам'ятка природи Столітня верба, а в околицях села - геологічна пам'ятка природи Боремельські яри.

### Ґрунти
В природному відношенні — це Застирський ландшафтний район Волинської височенної області лісостепу з чорноземними опідзоленими ґрунтами, дубово-грабовими лісами, сільськогосподарськими угіддями на місці лучних степів.

## Історія

### Археологічні знахідки
7 (20) листопада 1917 року, відповідно до Третього Універсалу Української Центральної Ради, увійшло до складу Української Народної Республіки.

### Незалежна Україна
12 червня 2020 року, відповідно до розпорядження Кабінету Міністрів України № 722-р від «Про визначення адміністративних центрів та затвердження територій територіальних громад Рівненської області», увійшло до складу Боремельської сільської громади Демидівського району.
19 липня 2020 року, в результаті адміністративно-територіальної реформи та ліквідації Демидівського району, село увійшло до складу Дубенського району.

## Населення
За переписом населення України 2001 року в селі мешкало 325 осіб.

### Мова
Розподіл населення за рідною мовою за даними перепису 2001 року:
| Мова       | Відсоток |
| ---------- | -------- |
| українська | 99,69 %  |
| російська  | 0,31 %   |

## Релігія
9 червня 2014 року, у День Святого Духа, архієпископ Рівненський і Острозький Іларіон з архіпастирським візитом відвідав Свято-Троїцьку парафію с. Набережне, Радивилівського благочиння, де звершив чин освячення новозбудованого храму на честь Святої Трійці та очолив Божественну літургію.
Його Високопреосвященству співслужили: архімандрит Кіріон (Інасарідзе), заступник голови Управління зовнішніх церковних зв'язків Київського Патріархату; благочинний Радивилівського благочиння прот. Ігор Данилюк; настоятель храму прот. Іоан Прокопчук; намісник Свято-Георгіївського чоловічого монастиря на Козацьких Могилах ігумен Софроній (Бордюк), насельник обителі ієромонах Онуфрій (Ляда) та запрошене духовенство.
Прикінці літургії архієпископ Іларіон звернувся до присутніх з повчальним словом, у якому привітав настоятеля та парафіян з освяченням новозбудованого храму та відповідно до Указу Святійшого Патріарха Київського і всієї Руси-України Філарета, нагородив благодійника — Жулинського Миколу Григоровича — орденом Святого Юрія Переможця.

## Культура
- Братська могила воїнів УПА.[6]
- 19 грудня 2008 року в селі відбулось освячення новозбудованого храму (УПЦ КП)[7].

## Відомі люди
- Жулинський Микола Григорович (нар. 1940 р.) — український літературознавець і політик. Директор Інституту літератури імені Тараса Шевченка НАН України.